# Stanley Jordan
Stanley Jordan (Chicago, 31 juli 1959) is een Amerikaanse jazzgitarist.

## Biografie
Jordan begon op 6-jarige leeftijd met een piano-opleiding en schakelde op 11-jarige leeftijd over naar de gitaar.  Hij ontwikkelde een als 'touch playing' gekenmerkte speltechniek, waarbij de snaren van de gitaar niet getokkeld, maar overeenkomstig de pianotechniek op de hals van de gitaar worden aangeslagen. Met deze techniek werd hij in 1976 de beste solist tijdens het Reno International Jazz Festival.
Tot 1981 studeerde hij muziek aan de Princeton University en speelde hij met jazzbands uit de omgeving, maar ook met grootheden als Dizzy Gillespie. Daarna richtte hij het label Tangent Records op, waarbij hij in 1982 zijn eerste album Touch Sensitive uitbracht. Het album werd een miskleun en Jordan leefde enige tijd als straatmuzikant in New York en andere steden.
In 1985 verscheen bij Blue Note Records zijn album Magic Touch, dat bij critici en publiek groot succes had en zich bijna een jaar lang plaatste aan de top van de jazzhitlijst. Vervolgens trad hij op in tv-shows als The Tonight Show en bij David Letterman en speelde hij in 1987 mee in de film Blind Date van Blake Edwards. In de loop van de opvolgende jaren verschenen meer dan een half dozijn verdere albums. Sinds midden jaren 1990 is hij daarnaast actief voor de American Music Therapy Association.

## Discografie
- 1982: Touch Sensitive
- 1985: Magic Touch met Onaje Allan Gumbs, Charnett Moffett, Peter Erskine, Sammy Figueroa, Omar Hakim, Eddie Daniels, Wayne Brathwaite, Bugsy Moore
- 1986: Standards, Vol. 1
- 1988: Flying Home met Preston Glass, Noel Closson, Steve Reid, Codaryl Moffett, Larry Graham, Joshua Thompson, David Conley, Anthony Jackson
- 1990: Cornucopia met Bernard Wright, Kenny Kirkland, Jeff Watts, Charnett Moffett, Kenwood Dennard, Yossi Fine, Michael Flythe, Flare Funston, Robert Zantay
- 1991: Stolen Moments, Trio met Charnett Moffett en Kenwood Dennard
- 1994: Bolero
- 1995: The Best of Stanley Jordan
- 1998: Stanley Jordan Live in New York met Kenny Kirkland, Charnett Moffett, Jeff Watts, Bernard Wright, Yossi Fine, J.T. Lewis
- 2003: Relaxing Music for Difficult Situations, I, soloalbum
- 2004: Ragas met Jay Kishor en Vedang Londhe
- 2004: Dreams of Peace met Dora Nicolosi, Lino Nicolosi, Rossana Nicolosi en Pino Nicolosi
- 2008: State of Nature
- 2011: Friends

- Bibliothèque nationale de France: cb13930824z (data)
- Gemeinsame Normdatei: 134420152
- International Standard Name Identifier: 0000 0000 5514 7385
- Library of Congress Control Number: n92041199
- MusicBrainz: 6ba7dd48-a5fe-46a3-947a-057919dbe989
- Nationale Bibliotheek van Tsjechië: xx0196708
- Nationale Bibliotheek van Israël: 987007595331105171
- Nederlandse Thesaurus van Auteursnamen: 074275380
- SNAC: w6vm4n5d
- Virtual International Authority File: 59272441
- WorldCat: E39PBJk4CbdC8tbKhmwYwTXrv3